# 김정일
김정일(金正日, 1941년 2월 16일 ~ 2011년 12월 17일)은 북한의 최고지도자였다. 또한 김정일은 북한  국방위원회의 위원장이였으며, 아버지 김일성과, 어머니 김정숙 사이에서 태어난 첫째 아들이다. 
김정일은 어린 시절 6.25 전쟁 당시 평양시를 떠나 간도 지역으로 은신하였으나, 중국공산군이 참전하면서 귀환했다. 또한 김정일은 김일성종합대학 정치경제학과를 졸업하였으며, 1961년 7월 22일에 조선로동당에 입당한 이후부터 조선로동당 중앙위원회 위원과 비서 등에 임명되었다. 또한 1974년부터 김일성의 후계자로 내정 되었으며, 1980년 제6차 조선로동당 대회를 통해서 공식적인 후계자가 되었다. 또한 1994년 김일성의 사망 이후에 권력을 세습해 북한의 실권을 잡아 통치자가 되었고 정치범수용소와 공개 처형과 주민감시와 통제로 잔혹한 공포 통치를 하였다. 대남 공작과 무력 도발과 핵무기 개발을 쉴새없이 계속하였다. 경제적 상황이 매우 좋지 않았던 1993년부터 6년 동안 이른바 고난의 행군 시기를 거치면서 재정 낭비 등으로 무능력한 지도자로 비판받았다. 2011년 12월 17일에 급성 심근경색으로 사망하면서 김정일의 후계 자리는 그의 셋째 아들인 김정은에게 승계되었다.
조선민주주의인민공화국에서는 "조선로동당 총비서이시며 조선민주주의인민공화국 국방위원회 위원장이시며 조선인민군 최고사령관이신 우리 당과 우리 인민의 위대한 령도자 김정일동지"로 불린다.

## 생애

#### 출생과 가정 배경
김정일은 1941년 소비에트 연방에서 김일성과 김정숙의 아들로 태어났다. 그러나 조선민주주의인민공화국에서는 김정일이 1942년에 백두산 근처 밀영에서 태어났다고 주장하는데, 역사학자들은 이 주장이 거짓이라고 본다. 출생년도를 1942년으로 조작한 것은 김일성의 출생년도 1912년과 30년 주기로 맞추기 위해서였던 것으로 보고 있다.
흔히들 김정일이 소비에트 연방(현재의 러시아) 하바롭스크 인근 뱌츠코예에서 유리 이르세노비치 킴(러시아어: Юрий Ирсенович Ким, Yuri Irsenovich Kim)이라는 이름으로 출생했다고 하지만, 이도 정확하지 않다. 김일성 일가가 뱌츠코예에 88여단이 창설되면서 거기로 이주한 것은 1942년 7월 중순이므로, 뱌츠코예는 김정일의 출생지가 아니라 유년기를 보낸 곳이다. 또 소련군 시절 김일성의 이름은 김일성(Ким Ир Сен, Kim Ir-sen) 아닌 진지첸(Цзин Жи Чен 또는 Цзин Жичэн, Jing Zhichen)이었으며, 소련군 문서에는 해방 후 평양직할시에 온 뒤인 1945년 10월 2일부터 김일성(Ким Ир Сен)으로 바꾸어 적기 시작했다. 따라서 김정일의 소련식 이름인 유리 이르세노비치 킴(Юрий Ирсенович Ким)도 평양직할시에 온 이후에나 가능하고, 소련에 있을 당시 이름은 유리 지체노비치 진(Юрий Жичэнович Цзин, Yuri Zhichenovich Jing)이었을 가능성이 크다.

김일성이 하마탄(라즈돌노예)의 남야영 시절인 1941년 3월 1일 아내 김정숙과 함께 찍은 사진. 김일성 회고록 세기와 더불어 8권에 김일성 자필로 1941년 3월 1일 B야영에서 봄을 맞아 찍었다고 적어 놓았다. 김정일 출산 직후의 사진으로 보이며, 당시 김일성 부부가 남야영에 있었다는 증거이기도 하다.

김정일의 정확한 출생지를 두고는 논란이 많으나 명백히 밝혀진다. 만주서 일본군의 토벌에 쫓기던 김일성은 김정숙과 함께 부하 몇명을 데리고 1940년 10월 23일 소만국경을  넘어 소련으로 달아났다.. 소련으로 망명해온 항일연군들은 보로실로프(오늘날의 우수리스크) 근처의 남야영(南野營, B야영)과 하바로프스크 인근 뱌츠코예 마을의 북야영(北野營) 두 곳에 분산 수용되는데 김일성은 남야영에 들어간다. 김정일은 거기서 1941년 2월 16일 태어났다. 남야영은 보로실로프 근처 조그만 기차역이 있는 하마탄이란 마을에 있었다고 하는데, 블라디보스톡과 우수리스크 중간쯤에 있는 오늘날의 라즈돌노예 마을이다. 김정일이 태어난 집은 라즈돌노예 마을길 (Lazo St.) 88번지(2층 빨간벽돌집)로 기차역 부근이며, 지금도 남아있어 연해주 관광객들의 관광 코스로 되어 있다.
| 김정일이 태어난 집 위치 : 구글맵 (건물 사진도 다수 올라 있음) - 러시아 연해주(Primorskiy kray) 라즈돌노예(Razdol'noye) 라조 가(Ulitsa Lazo : Lazo St.) 88번지 : 좌표 43°33'32.2"N 131°55'16.5"E 라즈돌노예 기차역에서 큰 길(Ulitsa Lazo)을 따라 동쪽으로 500 여 m 가서 북쪽으로 난 골목으로 들어서면 바로 나옴. - 큰길에서 김정일이 출생한 집으로 들어가는 골목 초입에서 바라본 구글 스트리트 뷰 : 골목길 왼편에 보이는 건물 중 안쪽이 88번지임. 건물 이미지 1 구글맵 : 김정일이 태어난 집이라는 이미지 설명이 나옴. 건물 이미지 2 구글맵 건물 이미지 3 구글맵 |

아버지 김일성, 어머니 김정숙과 함께

라즈돌노예 기차역은 스탈린이 1937년 연해주 한인들 17만여명을 중앙아시아로 강제로 실어나르던 출발지이다. 김일성의 가족이 뱌츠코예 마을로 이주한 것은 1942년 7월이다.
북한에서는 김정일이 백두산 근처 밀영에서 1942년 2월 16일 태어난 것으로 선전하고 있으며, 이 밀영은 성역화되어 있다. 하지만 김정일이 그런 곳에서 태어나지도 않았거니와, 김일성이 빨치산 활동 당시 백두산 속에 밀영을 가지고 있었다고 볼만한 근거도 없다. 그가 한동안 백두산 인근 만주의 창바이 현(長白縣), 푸쑹 현(撫松縣), 안투 현(安圖縣) 등지에서 활동한 것은 사실이지만, 식량과 물자 조달이 어렵고, 겨울이면 외부와 단절되어 고립되는 백두산 깊숙한 곳에 밀영을 만들어 있었을 가능성은 희박하고, 그런 곳에서 한겨울에 김정일을 낳았을 가능성은 더욱더 없다. 해방 후 김일성을 항일 영웅으로 조작하는 과정에서 민족의 영산인 백두산의 이미지를 덧붙이기 위해 지어낸 말이며, 백두혈통이니 하는 말도 그렇게 해서 나온 것이다. 레오니드 바신도 후일 해방 직후 소련 군정 당시 일을 회상하며 김일성이 가짜라는 소문이 퍼지자 "우리는 그가 진짜이고 백두산의 호랑이가 맞다는 것을 증명해야만 했다."라고 증언하였다. 이를 보아도 백두산의 이미지는 억지로 끌어다 붙여 조작한 것이다.
어린 시절 그는 러시아어 이름 유리의 애칭인 '유라'라는 이름으로 불렸고, 1945년 8·15광복 이후 부모를 따라 북한으로 들어온 후로도 한동안 '김유라'라는 이름을 사용하였다.
그 이후 러시아식 이름을 버리고 김정일(金正一)이라 하였고, 1980년에는 한자 이름을 正日로 개명하였다. 북한 쪽에서는 이러한 사실을 부인하고 처음부터 김정일이라는 이름으로 불렸다고 주장한다. 정일(正日)이라는 이름은 어머니 김정숙(金正淑)의 '정'(正)과 아버지 김일성(金日成)의 '일'(日)을 합친 이름이다. 조부 김형직이나 조모 강반석은 그가 태어나기 이전에 사망했으나, 증조부 김보현과 증조모 이보익은 그가 10대일 때까지도 생존하고 있었다.
광복으로 귀국한 후, 김정일은 북한에서 유복한 어린 시절을 보냈으나 아홉 살 때 어머니가 난산 끝에 세상을 떠났다.

#### 유년기

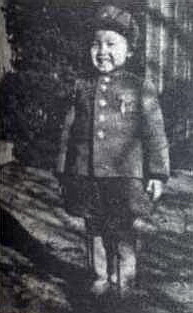
유년기의 어느 날(1947년)

김정일은 1948년 평양 시내의 남산소학교 인민반에 입학했다. 남산소학교 인민반 졸업후 6.25 전쟁 중에는 만경대 혁명자유자녀학원에 편입했으며, 그 후 삼석인민학교로 진학했다.

어머니 김정숙, 여동생 김경희 등과 함께 강원도 화진포에서 (1948년 8월 7일)
맨 뒷줄 오른쪽에서 세 번째가 어머니 김정숙, 가운뎃 줄 첫 번째가 김정일, 세 번째가 여동생 김경희

어머니에 대한 사랑이 각별했던 그는 권좌에 오른 뒤 어머니 김정숙에게 ‘항일의 여성혁명가 백두 여장군’이라는 칭호를 붙이며 영웅화하였고, 북한 여성이 따라야 할 귀감으로 미화시켰다. 김정숙의 출생지인 함경북도 회령에는 그의 동상이 세워졌으며, 1981년에는 량강도 신파군이 김정숙군으로 지역명을 바꾸기도 했다. 그가 어머니의 우상화에 공을 들인 것은 계모인 김성애와의 권력투쟁 때문이라는 주장도 있다. 아버지 김일성은 재혼한 김성애와의 사이에 김평일(폴란드 주재 대사)·김영일(사망)·김경진(오스트리아 주재 북한 대사 부인) 등 세 자녀를 뒀는데, 김정일은 후계자 지명 과정에서 이들 및 이들의 후견인격으로 있던 삼촌 김영주와 권력투쟁을 벌인 것으로 알려져 있다.
그의 일대기에 따르면, 김정일은 1950년 9월부터 1960년 8월 사이에 일반 교육 과정을 끝냈다고 되어 있다. 그러나 6·25전쟁 후에 평양 제4인민학교를 졸업하고 1953년 2월 10일 학급 소년단원들과 함께 <김일성장군님의 략전연구소조>를 조직하였다. 남한 정보에 의하면 1954년 평양 남산고급중학교에 입학하여 1960년 졸업한 것으로 되어 있다. 체육이나 활동적인 것보다는 주로 독서와 시, 작문 등에 심취하였다.

#### 청소년기
김정일은 1954년 9월 평양제1중학교에 입학하여 1957년 8월 중학교를 졸업하였으며 1956년 5월에는 제1차5개년계획의 전망에 대한 사대주의, 교조주의에 물젖은 어느 노동당 간부를 강연에서 논박하기도 했다 한다. 1955년 4월 만경대와 칠골혁명사적지 참관을 조직하고 1956년 6월 5-14일에는 평양제1중학교 혁명전적지들에 대한 답사행군을 하였다. 그 뒤 1957년 9월 1일부터 평양제1중학교 고급반에 진학하여 1960년 평양남산고급중학교를 졸업했다. 남산고급중학교 재학 중에 이 학교의 교사로 재직함과 동시에, 교내 민주청년동맹 부위원장으로 활동했다. 1958년 6월 27일에는 종파주의자를 뿌리뽑자는 취지의 학교민청총회를 소집하기도 하였다. 이 시절의 김정일은 감수성이 풍부했고 감정적이었다고 한다.
고급반을 졸업한 1960년 9월부터는 김일성종합대학 정치경제학과에 입학하고, 1964년 4월에 졸업하였다. 젊은 시절에 그의 관심거리는 음악, 농업, 그리고 자동차 수리였다. 그는 학술 경쟁과 세미나를 조직하였을 뿐 아니라 야외 연구여행을 도와주기도 했다. 독서에 취미를 붙여 김일성의 고전적 로작들과 마르크스-레닌주의 저서들을 탐독하고 기계공학과 농학, 축산학과 같은 전문기술분야의 책들, 사회과학과 문학예술 분야의 책들을 읽기도 했다 한다.

#### 청년기
김정일은 1957년 평양제1중학교를 졸업하고, 남산고급중학교를 거쳐 1963년에 김일성종합대학에서 정치경제학과를 공부한 다음 문학, 교육, 예술, 언론 개혁, 그리고 천리마운동에 대해서 보다 과학적인 방법들을 주장 하였다고 한다. 감수성이 예민했던 그는 문학과 시에 빠지기도 했고, 다양한 책을 탐독하기도 했다. 또한 김일성 및 공산주의 사상을 찬양하는 시와 산문을 짓기도 했고, 가곡도 몇 편 작곡하기도 했으며, 직접 영화 대본과 희극 대본을 쓰기도 했다.

### 정치 활동

#### 조선로동당 활동
김일성종합대학 재학 중이었던 1961년 7월 22일 김정일은 조선로동당에 정식으로 입당하였다. 입당 초기 학생당원의 신분이었으나 그는 아버지인 김일성 당시 내각수상 밑에서 주체사상을 지도하는 데 관여하기도 했다.
대학 졸업 후 조선로동당의 평당원으로 활동하다가 1964년 6월 조직지도부 지도원이 되었다. 1969년 9월 조선로동당 조직지도부 부부장 및 선전선동부 부장을 지냈다. 이후 중앙당 문화예술부장, 중앙당 조직 및 선전비서, 정치위원회 위원을 지냈다.
1972년 10월 조선로동당 당중앙위원회 제5기 제5차 전원회의에서 당 중앙위원회 위원으로 선출되었고, 1973년 9월 조선로동당 당중앙위원회 제5기 제7차 전원회의에서는 조직 및 선전 담당 비서로 선출되었다. 1974년 2월 당중앙위원회 제5기 제8차 전원회의에서는 당 중앙위원회 정치국 위원으로 선출되었다.

#### 3대 혁명 소조운동 주도
김정일은 천리마 운동에 적극적으로 참여하여 경제성장 운동에 동참했다. 1973년부터 전개된 3대혁명 소조운동을 조직, 직접 지도하였고 1970년대 말부터 3대 붉은 기 쟁취 운동을 주도한 것으로 알려져있으며, 1980년 10월 조선노동당 제6차 당대회에서 당 중앙위원회 정치국 상무위원, 당 중앙위원회 비서, 당 중앙군사위원으로 선출되면서 후계자로서 지위가 확정되었다. 이 대회에서 김정일은 최초로 대중 앞에 자신의 모습을 공개적으로 드러냈다. 1982년 2월에는 조선민주주의인민공화국 최고인민회의 제7기 대의원에 선출되었고, 이후 죽을 때까지 8, 9, 10, 11, 12기 대의원을 연임했다.
1984년 5월 18일에는 로작 《남조선인민들의 반미자주화투쟁은 높은 단계의 애국투쟁이다》를 발표하였다.

#### 인민군 지휘관 취임
이후 조선로동당 조직담당 비서를 거쳐, 1990년 5월에는 국방위원회 제1부위원장을 맡았으며, 1991년 12월 24일 당 중앙위 5기 19차 전원회의에서는 김일성이 40년간 맡고 있던 조선인민군 최고사령관직을 승계받는다. 그 뒤 1992년 4월 조선민주주의인민공화국 원수 칭호를 받았다. 그는 대원수에 취임하지 않은 대신 다른 원수들과의 구별을 위해 다른 원수들은 조선인민군 원수라 하고 공화국 원수라는 계급을 별도로 신설하여 자칭하였다. 1993년 4월 헌법개정을 통해 국가주석의 국방위원회 위원장 겸임조항을 삭제하면서 국방위원장직도 넘겨받았다.

#### 정적 숙청
1970년대부터 자신의 경쟁자이자 잠재적 후계자였던 숙부 김영주를 실각시킴에 따라 1970년대 이후의  북한의 공식 행사 석상에서 김영주는 보이지 않게 된다. 김영주는 김정일의 배다른 동생 김평일과 김영일의 후견인이기도 했다.
김정일의 집권 이후 김성애도 공식석상에서 제외되었고, 김평일은 외교관으로 전임되었다.

##### 인민대학습당 사건
김일성은 인민대학습당을 짓기 위해서 부지를 마련해 놓았다. 그런데 1973년, 김일성이 인민대학습당을 건설하기 위해 확보한 땅에 김성애의 남동생인 김성갑이 자신의 사저를 짓는 사건을 저질렀다. 김정일은 이 사건을 끝까지 추적해서 낱낱이 파헤친 다음 김일성에게 보고했으며 그러고도 모자라 가는 곳마다 이 사건을 떠벌였다. 이에 머리끝까지 분노한 김일성은 당장 김성갑을 숙청했으며 김일성이 대노했음에도 불구하고 김일성과 부부싸움을 벌인 김성애는 김일성과 멀어졌다. 게다가 김정일은 이 기세를 몰아서 김평일을 포함한 김성애 가문 구성원들을 뒷조사해서 그들의 비리를 낱낱이 까발렸다. 이러한 여러 가지 사건으로 인해 김일성은 김성애의 친아들인 김평일을 후계구도에서 영원히 배제했다. 이후 김평일은 유고슬라비아 주제 북한 대사로 발령나는 것을 시작으로 한참동안 외국을 떠도는 신세가 된 반면 김정일은 이 사건의 진상을 규명한 공훈으로 인해 김일성의 후계자로 확정되었다.
김성갑이 인민대학습당 부지에 자기 멋대로 사저를 짓는 사건을 일으키는 바람에 그 사저를 철거하기까지 시간이 꽤 걸렸으며 이로 인해 인민대학습당은 예상보다 10년 가까이 늦게 지어졌다.

### 집권 이후

#### 집권

##### 김일성 사망 직후
1994년 아버지인 김일성이 사망하자 3년간의 유훈통치를 발표하였으나 사실상의 통치권자가 되었다. 김일성을 공화국의 영원한 주석으로 추대하면서 사실상 국가주석직을 폐지하고, 명목상의 국가원수직은 최고인민회의 상임위원장이 맡게 하되, 김정일 본인은 군사권을 장악한 국방위원장으로 실권을 행사하였으며 2009년 4월 9일에야 헌법을 고쳐 헌법상의 국가원수에 취임하였다.
1990년 베를린 장벽 붕괴와 1992년 구 소비에트 연방의 붕괴를 목격한 그는 개방정책을 추진하기도 했다. 나진·선봉의 무역지구를 대폭 확대하였고, 개성직할시 내의 개성공단, 함경남도 원산 등의 무역항을 재정비하고 국외 상인들의 출입을 허용했다. 1998년 이후에는 중국의 경제 특구제를 도입하여, 4개의 경제특구를 지정하였다. 사상적으로는, '주체사상의 최종적인 해석권은 수령과 그 계승자에게 있다는 정치적 특권'을 강조하여, 국가지도자 한 사람에게 불법적인 권력이 집중되는 북한의 현 제도를 이론적으로 확립시켰다.
1997년 6월 김정일은 일꾼들에게 '여운형선생 서거 50돐이 되는 계기에 모란봉극장에서 추모회를 조직하는 것이 좋겠다'고 하였다.
1991년 나진과 선봉 지역에 경제특구를 만들어 국제 교역의 거점으로 만들려 하였으나 실효를 거두지 못하였다.
1997년 10월 조선로동당 총비서에 선출되었다. 1998년 11월 현대그룹의 정주영 명예회장과 평양에서 회담을 가졌다. 1999년 1월초에는 신년사에서 새해를 '민족의 자주와 대단결의 해'라고 선언하였다.

##### 과학기술발전 5개년 계획 추진
김정일은 경제의 국난을 극복하기 위하여 공학의 중요성을 알고 이때 과학기술발전 5개년 계획을 3차례에 걸쳐서 준비를 하였으며 특히 전자 공학과 화학 공학 그리고 생명 공학 위주로 추진을 하게 되었다.
특히 반도체 개발을 중점적으로 추진하고 소프트웨어 개발을 육성을 하게 되었으며 특히 리소그래피 장비와 반도체 재료들을 도입하기 위하여 독립채산제를 7.1 경제개혁조치와 더불어 추진을 하게 되었다.
이때 전자 공학 부문에서는 주사전자현미경을 1999년에 개발을 하게 되었고 광학식 패턴 발생기에서 사선 패턴 노광기술을 확립하였으며 특히 알루미늄 배선 기술을 확립한 CMOS를 개발하여 충격을 주었다.
또한 음극 비산 식각법에 의한 알루미늄 2층 배선 제작 기술을 갖추었으며 2000년에는 16비트 마이크로컨트롤러 개발을 성공적으로 이끌었다.
2005년에는 16비트 마이크로프로세서를 개발하였으며 특히 0.5um 초점심도의 위상반전마스크를 개발하여 111호 마스크 제작소에서 개발하였고 특히 2008년에는 LCD TV의 미세 컬러 필터와 함께 2010년 LCD TV를 자체 개발하는데 성공을 거두었다.
2007년에는 조선민주주의인민공화국이 45nm 표준셀용 ASIC 제작 기술을 설계 확보하고 제작 기술을 확립하는데 성공을 거둔 사실이 조선중앙통신에 특종보도가 되었다.
2008년에 20nm급 표준셀 제작 기술을 확보하여 평양 집적회로 시험 공장에서 파운드리하여 실증하는 데 성공을 거두었으며 이걸로 바탕으로 2014년에 0.3um 초점심도의 위상반전마스크를 개발하는데 성공을 하였다.

#### 2000년대 이후
2003년과 2009년 국방위원장에 다시 재추대되었고, 2010년 제3차 당대표자회에서 당 총비서, 당 정치국 상무위원, 당 정치국 위원, 당 중앙군사위 위원장, 당 중앙위 위원 등에 선임되었다. 김정일은 2008년 뇌혈관 질환으로 쓰러진 뒤 2009년 전후, 김정은을 '청년대장'으로 소개하였다. 이어 2010년 9월 김정은이 노동당 대표자회에서 노동당 중앙군사위 부위원장을 맡으며 공개석상에 처음 등장하였는데, 김일성 주석을 빼닮은 외모로 큰 관심을 끌었다. 
2000년 6월 15일 평양에서 김대중 당시 대한민국 대통령과 최초의 남북 정상 회담을 가진 뒤 6·15 남북 공동선언을 발표하였다. 이 선언은 분단 52년 동안 서로 대립하고 있었던 남북의 긴장을 완화하고, 남북 경제교류 활성화와 한반도 평화를 위한 시금석이 되었다. 이에 따라 2000년 시드니 올림픽과 2004년 아테네 올림픽에서 남북선수들이 동시 입장하였고, 1998년 시작된 금강산 관광 사업을 활발하게 진행할 수 있었다. 이 사업은 정주영 현대그룹 회장과 정몽헌 회장을 만나 성사시킨 것이다.

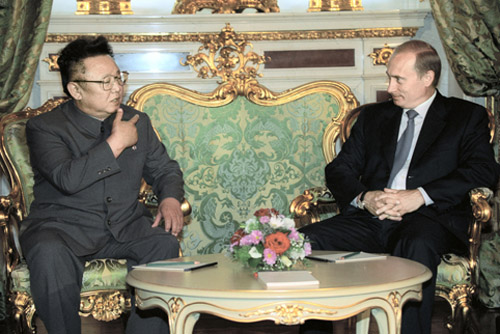
2001년 블라디미르 푸틴과의 회담

2001년에는 여러 번 러시아를 방문하여 당시 대통령인 블라디미르 푸틴 등과 회담하였고, 푸틴이 답방하여 회담을 하기도 했다.
2007년에는 10월 2일부터 10월 4일에 걸쳐 노무현 당시 대한민국 대통령과 두 번째 남북 정상 회담을 가졌다. 회담의 결과는 남북간 신뢰 구축, 협력 강화 등의 목표를 담은 10·4 남북 공동선언(정식 명칭은 '남북관계 발전과 평화번영을 위한 선언')으로 발표되었다. 김대중의 평양 방문 때 다음번 회담에는 서울에 답방하겠다고 하였으나 방문하지 않았다.
2009년 4월 9일에는 헌법을 고쳐 헌법상의 국가원수에 취임하였다.

#### 기타 활동

##### 조선민주주의인민공화국의 식량난,전력난

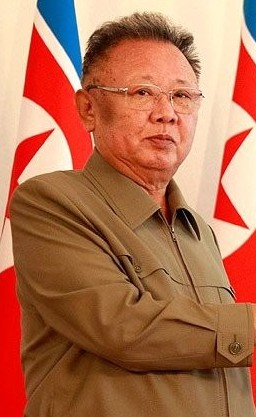
2011년 러시아를 방문한 김정일

2000년 이후 러시아와 중화인민공화국을 수시로 방문하여 외교활동을 전개하였다. 한편, 미국의 카터, 클린턴 등의 전직 대통령 역시 수시로 평양을 방문하여 외교 활동을 하고 있다. 외교활동의 목적으로 그는 자원 지원을 주로 중점적으로 하였다.
1993년부터 역사적으로 유래없는 자연재해와 공산주의권 나라들의 붕괴, 그리고 서방세력의 경제봉쇄 등으로 최악의 경제난 및 식량난을 겪었는데, 이를 북한에서는 '고난의 행군'이라고 부른다. 약 6년간의 고난의 행군을 마치고 이제 강성대국으로 향하고 있다고 주장하고 있다. 대한민국 통계청이 유엔의 인구센서스를 분석한 자료에 따르면 33만여명이 90년대 후반 ‘고난의 행군’시기에 굶어 죽었다. 2003년에 발표된 국제앰네스티의 리포트에서는 인구의 절반을 넘는 1300만 명이 기근에 시달리고 있으며 2001년에는 미국, 한국, 일본, 유럽연합 등으로부터 상당량의 식량, 비료 원조를 받기도 하였다.

##### 7.1 경제개혁조치
김정일은 선군경제노선을 관철시키기 위하여서는 결국 비전략부문의 이전을 간구하여야할만한 이유가 있었음을 알수가 있었다. 결국 김정일은 이때 2001년 10.3 방침을 계기로 2002년 7월 1일 7.1 경제개혁조치를 실시를 하게 되었고 이때 비전략부문의 전략 부문 이전을 위한 것과 계획 메커니즘과 시장 메커니즘을 동시에 수립을 하게 되었다.
계획작성, 가격제정, 자재 공급 전반에 걸친 것으로서 계획작성은 전략적 중요성을 가진 지표는 국가계획위원회에서 계획하지만 나머지는 해당 기업소에서 하도록 하였다.
지방경제부문은 공업총생산액이나 기본건설투자액 등 중요지표를 제외한 세부지표는 도, 시, 군 자체 실정에 맞게 계획하도록 지시하였으며 가격제정에서도 지방공업 생산품은 상급기관의 감독아래 공장 자체로 결정할 수 있도록 하였다.
자재공급체계에서도 생산물의 일부분을 자재용 물자교류에 사용할 수 있게 했으며 사회주의 물자교류시장을 허용하였다.
경제연구에 의하면 번수입은 현물지표별 계획에 따르는 수입뿐만 아니라 계획외의 수입도 포함된다는 것인데 계획외의 수입이 중시되어야 할 부분이고 물론 계획외의 수입만 추구하는 것을 방지하기 위하여 계획을 수행한 다음에 추가로 생산되는 계획외 수입을 평가실적에 인정해준다는 단서가 달려있기는 하다.
즉, 현물지표별 계획을 수행하였을 때에는 번수입계획수행률을 그대로 인정하지만, 현물지표별 계획을 수행하지 못하였을 때에는 범칙금을 계산하여 번수입계획수행률에서 떼고 평가한다는 것이다.
더 나아가 기업소는 해당 지역의 감독기관과 협의를 통해 소규모 설비를 이관 및 폐기할 수 있는 권한을 가질 수 있게 됨으로 사장되는 유휴설비의 이용률 제고를 도모하고 있음을 감지할 수 있다.
경제개혁조치 이후 동일한 생산과정을 위해 투입되는 노동력을 20 – 30% 줄일 수 있다고 증언하였으며 그는 생산과정에 대한 재조정을 통하여 절약한 노동력은 다른 부분 예를 들어서 기업 외부의 활동과 주택건설이나 도로교통 등에 활용한다고 하였다.
국가의 재정 수입 및 지출 항목을 조정했으며 국가납부금을 번수입에 기초하여 징수함에 따라 간접세 성격의 거래수입금을 폐지하고 이를 직접세 성격의 국가기업이익금에 통합시켜 국가기업이득금이라는 항목으로 예산수입의 원천을 단순화하였으며 2006년 조선민주주의인민공화국의 주장으로 50%의 국가기업이득금만 내면 나머지 유동자금으로 사용할 수 있다고 밝혔다.

##### 2004년 급진개혁안 실행
2003년 김정일은 박봉주를 총리로 선임하면서 많은 직권을 주었고 특히 많은 개혁 조치에 대하여 엄청난 영향을 받기도 하였으며 특히 2004년에 실행한 거시적인 급진 개혁안 조치가 벌어졌다.
조선민주주의인민공화국에서는 결국 2004년을 전후하여 결국 중국에서 추진되었던 포공도조 수준의 농지개혁을 실행하였고 농민 한명당 평균 400평의 농지를 경작하게 하고 특히 수매가의 1.8배 높은 36원에 농지 사용료를 내게하고 특히 30%는 세금으로 내고 특히 30%는 수매하고 40%는 6개월 동안의 배급량을 주었다.
탈북자 및 북한주민 지원 단체인 좋은 벗도 최근 발간한 북한소식 1호에서 북한 당국이 올해 3월부터 1인당 300평씩 토지를 배분한 뒤 토지의 질에 따라 상중하로 세금을 받고 있다고 주장하였으며 어떤 농민은 개인경작에 필요한 노동 시간까지 보장받았으며 함경북도 회령시에 사는 사람은 농민은 전체 노동시간의 3분의 2를 농장의 공동경작지에서 일하고 3분의 1은 개인경작지에서 농사를 지을 수 있다고 증언하였다.
또한 농장은 개인에게 개인경작지용 비료 등을 지원하고 가을에 현금이나 곡물을 대가로 받아간다며 모든 농가는 개인경작지로 6개월 동안의 식량을 해결해야 한다고 말했다.
일반상점은 기존 국영상점을 기관, 기업소에 임대하여 자율 운영토록 한 위탁상점과 기관, 기업소가 개설한 직매점으로 구분되며 국가는 일부 실적이 부진한 국영상점의 운영권을 능력이 있는 기관, 기업소에 이관하여 국영상점과 일반상점간 경쟁을 유도하고 있다.
영업이 부진한 일부 국영상점을 기관, 기업소, 인민반에 임대 및 분양하고 대신 임대료를 징수하고 있고 가격은 국가계획에 따라 유통되는 상품의 경우에는 국정가격으로 판매하나 비계획상품의 경우에는 시장가격 명확히는 합의가격으로 판매한다.
개인 명의 상점운영은 아직 불허하고 있으나 일부 자금력이 있는 개인은 기관, 기업소 명의를 이용하여 실질적으로 직접 운영하는 사례가 있다.
식당 운영과 관련해서도 국영식당과 합의제식당으로 이원화되어 있는데 국영식당은 국가가 합의제식당은 기관, 기업소가 경영하는 것이 원칙이나 개인도 수익금 제공 조건하에 국영식당을 인수하여 운영하고 있다.
식당 내 음식가격에 있어서는 국가가 정한 기본메뉴는 국정가격으로 식당의 자체개발메뉴는 합의가격으로 판매되고 있기도 하며 국가는 식당 운영 수익의 일정액을 국가납부금 명목으로 회수하고있는데 식당은 고객유치를 위해 가격을 탄력적으로 조정하는 등 수익위주의 경영이 확산되고 있다.
자금력을 갖춘 주민이 기관, 기업소로부터 맥주집, 가라오케, 목욕탕, PC방 등을 임대하여 운영하거나 신규 개업하는 현상이 발생하고 있다.
북한은 2002년 9월경부터 농민시장에서 쌀 판매를 허용하였고 12월경부터 공산품의 판매도 전면적으로 허용하였으며 7․1 경제개혁조치 이전까지 암시장 경제에서 안정을 찾고 있던 서민의 생활이 폭등한 물가 때문에 엉망이 되자 민심이 흉흉하였다.
종합시장은 국가가 물자거래에 개입하지 않으며 연중 상설 운영되고 종합시장에는 개인 및 기관이 매대를 임대하여 장사를 할 수 있게 되어 있으며 시장 건물에 매대를 설치하기를 원하는 기관이나 개인은 평양시 인민봉사총국에 신청서를 제출해야 하며 신청인이 많을 경우 추첨을 통하여 결정한다.
종합시장에 개인의 입점을 허용한 것은 큰 변화로 볼 수 있으며 조선신보에 의하면 2003년 3월말부터 이러한 변화가 시작되었는데 이는 시장의 기능에 대한 관점을 변화시킨 것으로서 시장을 통제의 대상으로 보지 않고 사회주의 상품 유통의 일환으로 인정한 것이다.
국가계획초과 달성 유도를 위해 공장기업소는 기본 제품의 부산물로 생산된 생필품의 30% 한도 내에서 시장판매를 허용하고 있으며 쌀, 기름을 비롯한 중요지표 상품의 한도가격을 설정, 수요와 공급에 따라 10일에 한 번씩 검토하여 합의 가격을 산출한다고 한다.
기업개혁조치에서 발표가 되었으며 일부 농업 부문에 시장가격제를 제한적으로 용인하고 있는 조선민주주의인민공화국이 공장과 기업에 대해서도 시장가격을 도입한다는 것은 북한이 계획경제를 포기하고 시장경제 체제로 나아가는 본격적 조치가 될 수 있다는 점에서 중대한 변화로 되었다.
현재 조선민주주의인민공화국은 같은 물건에 국영 판매소의 국정가격과 종합시장의 시장가격이 동시에 존재하는 2중 가격제도를 유지하고 있으나 이번 조치에서 국정가격을 없애고 기업이 시장가격에 따라 가격을 자체 제정하여 판매하고 생산과 판매를 국가가 계획하지 않고 기업이 자체 판단하여 수립하고 결제는 은행을 통해 정액으로 납부하고 이에 다른 세금도 추가 납부한다.
기업이 순소득 증대를 한 것을 가지고 노동자별 성과급을 자율 결정하여 지급하는 등의 내용이 들어 있고 최대 월급과 성과급이 3만 원의 급여를 지급하는 데도 있다.
하지만 결국 2005년부터 결국 반개혁조치들이 세워짐으로써 결국 통제정책으로 이어지다 결국 2008년 결국 김정일이 6.18 담화로 인하여 결국 계획형 개선 조치를 뺀 나머지를 전부 무효화 조치를 시켰고 특히 2009년에는 결국 종합시장을 다시 파기하여 농민시장으로 전환하였다.

##### 무역법 3차 분권화 사업[44]
조선민주주의인민공화국은 1997년 개정 헌법에 근거한 1999년의 1차 개정을 거쳐 2002년에 마련한 7.1 경제개혁조치의 실리와 분권화 정책을 적극 반영하여 대폭 개정한 2004년 현행 무역법이 시행되고 있다.
조선민주주의인민공화국 무역법의 특징은 대외무역에 대한 계획 기능과 시장 기능의 균형으로 요약할 수 있으며 국가 즉 내각의 무역상의 통일적 지도아래 기관, 기업소, 단체 등 개별경제 단위에게 독자적 대외 무역의 권한을 부여하고 있다.
예를 들어 수출기지를 새로 조성하거나 첨단기술제품, 즉 마이크로프로세서나 소프트웨어, 데스크톱 컴퓨터, LED TV, 슈퍼컴퓨터 등 많은 국제시장에서 경쟁력이 높은 제품을 개발하여판로를 개척한 무역회사에게는 특혜를 주도록 하고 있다.
조선부강회사는 마이크로프로세서를 파운드리하고 있으며 조선비로봉회사와 조선만경대회사는 팹리스 사업을 벌이고 있고 조선백송회사는 마이크로프로세서를 중간공장 생산품으로 계획외 생산을 하여 수익창출하는 방향으로 가고 있다.
일반 경제 단위가 국제시장에서 경쟁력이 있는 새로운 제품, 기술, 서비스 원천을 개발하였을 경우 무역거래 자격을 특별 부여 받을 수 있도록 하였으며 전문 국영무역회사에 의한 독점체제를 무너뜨리고 무역의 주체를 확대하면서 일정한 조건을 마련한 북한의 기관, 기업소, 협동조합은 모두 무역회사 설립을 신청할 수 있도록 하면서 북한 무역관리체제의 자율성을 높였다.
이로 인해 많은 무역회사들이 소프트웨어, 마이크로프로세서, 데스크톱 컴퓨터, LED TV 등 많은 수익성 높은 사업을 벌여 판촉행사를 벌이고 있다.

##### 조선민주주의인민공화국의 화폐개혁
김정일은 2010년을 기해 경제난을 극복하기 위해 화폐개혁을 실시했다. 그러나 이 화폐개혁은 실패했다.

##### 5.26 지시
조선민주주의인민공화국 노동당 조직지도부가 지난달 26일 주민들에 대한 식량 공급을 포기하는 내용의 지시문을 사상 처음으로 전국에 하달했다고 대북지원단체 좋은 벗들이 14일 밝혔다.
현재 조선민주주의인민공화국의 식량 사정에 관하여라는 제목의 이 지시문에는 당분간 국가 차원의 식량 해결이 어렵기 때문에 로동당, 내각, 국가 보위부 등이 부문별로 자력 갱생하라는 내용이 담겨 있음을 알수가 있다.
이 지시문은 지난 몇 년간, 특히 지난해 말 화폐개혁 이후 급진적으로 추진하던 사회주의 경제체제 복원 시도의 실패를 시인하였고 시장 경제를 전면 재허용했다는 점에서 시사하는 바가 크다고 할 수 있다.
지시문의 핵심은 당국이 종합시장을 폐쇄하고 시장경제를 강력히 통제하려던 기존의 방침을 철회하고 시장 경제를 전면적으로 허용하는 것으로 입장을 완전히 바꾼 것이다.
조선민주주의인민공화국은 올 1월 시장을 폐쇄했지만 화폐개혁 이후 사회가 큰 혼란에 빠지자 한 달도 안돼 암묵적으로 허용했었다. 하지만 이번 지시문에서는 지금까지 종합시장을 옥죄던 모든 규제를 과감하게 철폐했다.
장사도 24시간 허용되며 금지 품목 제한도 없어졌음을 알수가 있었고 2007년부터 강력하게 통제해 온 종합시장 나이 제한도 함께 풀렸다.
작년에 가장 먼저 폐쇄됐던 평성 도매시장에는 모든 규제를 취소하고 장사를 풀라는 지시가 이미 하달됐고 함경북도 회령에서는 시당 책임비서가 직접 나서 그동안 축소시켰던 종합시장 용지를 다시 확장하고 있다고 하였다.
시장경제 활성화를 위해 올 1월 통폐합했던 무역회사들을 다시 살리기 위한 다양한 조치도 강구됐음을 알수가 있었고 주된 내용은 개인의 무역 거래를 재허용하며 무역 수익금의 일부를 개인이 합법적으로 갖는 것을 보장한다는 것이다.
이 역시 불과 반년 전만 해도 개인의 무역 거래를 형사처벌하던 것에서 완전히 바뀐 것이고 중국에서의 수입을 증대해 종합시장 가격을 안정화하기 위한 조치로 보인다.
조선민주주의인민공화국의 이번 조치들은 지난 수년간 지속돼 온 종합시장 억제 정책의 실패를 당국 스스로 인정한 것이며 나아가 사회주의 경제체제가 시장경제 앞에 항복 선언을 한 것으로 해석할 수 있다.
이에 따라 앞으로 몇 년간은 시장통제 정책이 크게 위축될 것으로 보이고 몇 년 뒤면 주민들이 김정은 후계자 지명 소식을 직장이 아닌 데이터 서비스에서 접할 가능성이 높아졌다.

##### 현장 방문
김정일은 비날론, 주철, 옷감 등 산업현장을 시찰, 방문하여 직접 지도하였다. 1980년대에는 '남포갑문' 개발 사업을 직접 진두지휘하기도 했는데, 조선민주주의인민공화국에서는 이를 그의 큰 치적으로 본다. 2009년 2월 21일 함경북도 김책제철연합기업소를 시찰하였고 2월 22일 함북의 7월7일연합기업소를 현지지도하였다.
2010년 3월 14일 북한노동당 황해북도위원회 책임비서 최룡해, 조선로동당 중앙위원회 부장 김경희, 장성택, 조선로동당 제1부부장 리제강, 리재일을 대동하고 새해영농전투에 진입한 사리원시 3중3대혁명붉은기 미곡협동농장을 현지지도하였다. 김정일은 먼저 농장책임일군들의 안내를 받아 새로 개건된 혁명사적관 우렝이양식장 등을 돌아본 뒤 '강성대국의 대문을 열어제끼는데서 가장 중요한 문제의 하나는 농업생산을 늘이는 것이라고 하시면서 농장앞에 나서는 강령적인 과업들을 제시하시였다.' 이어 그는 미곡협동농장에서 최근년간 농업생산을 급격히 늘일수 있은 기본요인은 종자혁명방침을 철저히 관철한데 있다고 하면서 일군들과 농업근로자들의 창발성을 적극 발양시켜 농장의 기후풍토에 맞는 우량품종을 도입하기 위한 사업을 계속 힘있게 추진시켜야 한다고 지적하였다.

### 생애 후반

#### 건강 이상설
2008년 9월 9일 조선민주주의인민공화국 건국 60주년을 맞아 북한의 최대 명절인 9·9절 기념행사에 참가하지 않아 김정일 건강설이 증폭되었다. 그러다가 김정일의 동정이 묘연해지면서 건강에 문제가 생겼을 것이라는 건강 이상설이 미국 언론을 중심으로 제기되었고, 조사 결과 김정일은 8월 15일 전후로 뇌졸중 증세를 일으킨 것으로 밝혀졌다. 그리고 아소다로 일본 총리는 최근 김정일이 입원했다는 것을 전하면서, 상황이 좋지 않은 듯이라고 말했다.
그러나 김정일은 80일 만에 은둔생활에서 벗어나면서 공식적으로 활동하기 시작했다. 일본 언론은 미국 정부가 김정일 건강이 예상보다 악화되었고, 실각 및 사망을 전제로 대책을 세우는 것을 착수했다고 보도했다. 2009년 3월 19일에 북한의 조선중앙통신이 보도한 사진에 김정일은 배가 쏙 들어가고 매우 야윈 모습으로 나와서 건강 이상설에 힘을 실었다.
한편 김정일은 2009년 3~4월경 김정은을 국가안전보위부장에 임명해 자신을 대신해서 엘리트들을 감시하게 하고, 김정일 사후에도 김정은이 엘리트들을 확고하게 장악할 수 있도록 했다. 그 과정에서 군사 조직인 국가안전보위부의 우동측 부부장이 김정은의 보위부를 통한 엘리트 장악에 핵심적인 역할을 수행했다.

#### 제2의 경제개혁 준비 과정
김정일은 사망 직전까지 김정은과 함께 경제 개혁 준비를 착수를 하였는데 12월 14일까지의 연구 결론은 생산 공장 및 서비스업의 임대 정책을 기본으로 한다는 요건으로 한다는 것을 명확히 규정을 하고 특히 로두철을 TF의 위원장으로 삼아 중국으로 파견을 나갔다.
그리하여 4월경에 경제개혁을 하려고 하였고 이때 중국처럼 개인이 아닌 기관의 명의를 쓴 투자자에게 임대 및 이관의 권한을 주고 대신 조세를 달러나 유로화로 환전하여 받겠다는 계획을 세웠다.
조선민주주의인민공화국은 7.1 경제개혁조치의 연장선상에서 행하려고 하던 것을 결국 3일 뒤에 김정일이 사망을 하여 결국 김정은에게로 승계가 되어 실제 4월에 준비까지 마쳤지만 결국 이명박 전 대통령의 발언으로 인하여 무위로 돌아갈 뻔 하였다.

#### 사망
2011년 12월 17일 8시 30분에 희천발전소 현지 지도 방문을 위해 탑승한 열차에서 과로로 인한 급성 심근경색과 심장 쇼크로 인해 71세의 나이로 사망하였다. 사망 사실은 2일 동안 극비에 부쳐졌으며, 12월 19일 정오에 조선중앙방송 리춘히 아나운서를 통하여 사망 소식이 공식 발표되었고, 시신은 금수산태양궁전에 안치되었다.

### 사후
김정일의 영결식은 12월 28일 평양시에서 거행되었고, 다음 날인 29일에는 평양 김일성광장에서 추모 대회가 열렸고 추모곡이 작곡되었다. 일각에서는 김정일이 열차가 아닌 평양 교외 별장에서 사망하였다고 주장하고 있으나, 사실여부는 아직 밝혀지지 않았다.
2012년 2월 16일 71회 생일을 기념하여 조선인민군 대원수에 추서되었다.

## 비판과 평가

### 비판
자신의 독재체제를 유지하기 위해 대내적으로는 정치범 수용소와 자유와 끔찍한 인권을 탄압을 자행했다. 현대판 봉건주의 나라인 조선민주주의인민공화국에서 최고지도자인 김일성의 후계자 김정일이 대리청정체계로 들어서면서 극단적인 테러리즘이 생겨났다. 대표적으로 아웅산 묘역 테러 사건과 최은희 등의 납북과 KAL기 폭파사건을 배후 조종한 것으로 알려져 있다. 북한이 이런 테러의 배후로 밝혀지면서 우방국들마저 외교관계를 기피하기 시작해 외교무대에서는 입지가 좁아졌다. 이후 미국에 의해 테러지원국으로 정해져 적선국 제재를 받기 시작했는데 문제는 시간이 흘러 냉전이 종식된 후 미국을 중심으로한 새로운 경제질서에서 완전히 소외되는 결과를 맞게 된다. 사회주회 경제체계의 한계가 드러나고 있던 1980년대 농업생산력 저하로 고생하는 사회주의 나라들이 인센티브제도를 도입해 생상성 향상을 이뤘지만 조선민주주의인민공화국은 체제보장에 해가 될까 두려워 오히려 협동농장을 유지함으로써 농업생산력은 더욱 떨어졌다. 1995년과 1996년 대홍수를 통해 수 많은 아사자가 나왔지만 특별한 자연재해가 없다고 하더라도 기본적으로 모자라는 식량은 50만톤 이상이기 때문에 아사자는 자연스러운 사회현상이 됐다. 김정일의 전속 요리사였던 후지모토 겐지의 증언에 따르면 고난의 행군시절에도 호화로운 생활을 유지했다.
또한 미국의 빌 클린턴 대통령과의 상봉을 지키지 않았고, 2002년에 핵 확산 금지 조약의 탈퇴 선언, 중국의 압력에 의한 신의주 경제 특구 계획 실패 등이 있다.

### 천안함, 연평도 사건
2010년 천안함 침몰 사건과 연평도 포격 사건의 명백한 배후이다. 북한은 군의 일반 지휘통제에 더해서 중앙에서 정치장교까지 따로 보내 2중으로 관리 통제하는 군지휘통제 시스템을 가지고 있다. 통제력이 약한 대한민국 군대에서도 사격 훈련 중 탄피분실이 일어나는 상황이 발생하면 비상이 걸리 것을 대비해 본다면 최고지휘자의 허가를 받지 않고 저런 대규모의 도발을 실행할리 만무하다. 북한은 2009년부터 후계자에게 정권이양하는 과도기 과정이었고 2000년 이후부터 생겨난 장마당경제로 인해서 중앙권력의 약화를 우려해 화폐개혁으로 사회주의 경제체제를 강화하려 했지만 오히려 화폐개혁의 부작용을 통해 상당한 수준의 내부혼란을 맞이하게 되는데 이런 대남도발을 통해 전쟁분위기를 고취시켜 내부단속을 했다는 주장이 유력하다.
2010년 대한민국에서는 9월 28일 북한이 김정일의 셋째 아들 김정은에게 인민군 대장 칭호를 부여, 사실상 후계구도를 공식화 한데 대해 입을 모아 "이해할 수 없는 시대착오적인 일"이라고 지적했다. 안형환 한나라당 대변인은 이날 구두논평을 통해 "독재권력을 3대에 걸쳐 자식에게 물려주는 것은 시대착오적"이라며 "정부는 확고한 안보태세를 바탕으로 만약의 안보불안 상황에 철저하게 대비해야 한다"고 강조했다. 조영택 민주당 대변인 역시 논평을 통해 "민주 국가인 우리로서는 이해하기 힘든 일"이라고 말했으며, 박선영 자유선진당 대변인은 "28살 애송이를 대장으로 추대하는 이상한 나라가 북한"이라며 "정부는 북한 권력층과 군부의 동향은 물론 관련 첩보 입수에 전력을 다해야 하며, 북한의 권력세습 과정에서 야기될 수 있는 급변 사태에 대한 준비에도 만전을 기해야 한다"고 강조했다.

### 남포갑문, 순천비날론 공장
1980년대의 남포갑문 개발의 성공이 그의 치적이라는 견해도 있다지만 이건 북한당국의 일반적인 주장을 이해하는 수준의 논리이다. 남포갑문은 북한 남포특별시의 서쪽 15km에 위치한 갑문으로서 위에는 도로가 건설되어 남포와 황해남도를 연결하는 역할도 한다. 대동강종합개발계획의 일환으로 1981년 착공하여 3년 내에 완공한다는 목표 아래 1개 군단의 군 병력과 수만 명의 노동자를 투입하였으나 워낙 난공사였고 북한의 토목공사 기술 수준이 낮아 완공 시기를 두 차례나 연기한 끝에 1986년 겨우 완성하였다. 부실시공으로 방파제에서 물이 새어들어오고 틈이 벌어지고 갑문이 황폐화되는 이러한 현실 속에 유지보수를 위해 1개 건설사단이 보충작업을 위해 이곳에서 항시 대기하고 있다. 문제는 갑문공사로 생긴 간척지가 생겨났지만 오해려 갑문때문에 대동강 유역의 기후가 변하면서 농업생산량과 어업생산량이 이전보다 떨어지게 되었다. 고위층 탈북자인 김덕홍 증언에 따르면 남포갑문은 작동이 제대로 되지 않아 홍수피해를 막는 효과가 없으며 갑문으로 인한 간척지가 주는 편익이 있다고 한다. 처음부터 홍수피해를 막기 위함이었다면 지천과 하천정비를 했어야 하지만 이 사업은 소규모 사업이 복수형이여서 정치적 선전에 불리하고 대규모 갑문사업은 정치적 선전에 유리했다고 한다. 처음부터 경제적 편익보다는 정치적인 선전을 우선에 둔 사업이라는 사실을 말해준다. 순천비날론연합기업소는 1평안남도 순천에 연간 10만 t 규모로 추가건설되던 비날론 공장이었다. 북한 정부는 이 공장이 완공되면 400여 가지 화학제품 생산이 가능해 경공업 발전의 토대가 되어 이팝에 고깃국을 먹을 수 있다는 기대를 하고 있었다. 하지만 처음부터 경제논리를 배제하고 정치적 선전이나 사상무장으로 계획된 사업은 제대로 돌아갈리 만무하고 석탄 가격을 감당하지 못해 1994년에 이르면 모두 가동이 중지된다. 2007년에는 김정일이 비날론 재건을 지시해 2010년 2·8비날론연합기업소가 재가동에 들어갔지만 결국 철거된 것으로 추정된다.
남포갑문과 순천비날론 공장에 투여한 자본은 150억 달러에 가까운데 북한이 가지고 있던 자본여력 대부분을 산업시설이 아니라 모두 자신의 정치 선전물 건설에 쓴 것이다.

## 의혹

### 암살 미수 의혹
2004년 4월 22일 북한과 중국 국경 지대인 평안북도 룡천역에서 발생한 폭발 사건으로 인해 150여명이 숨지고 1300여명이 부상당했으며, 이 폭발사건은 김정일의 열차 통과 30분 전에 발생해 김정일에 대한 암살기도라는 의혹이 제기됐다. 북한의 김정일이 지난 2004년 4월 용천역에서 발생한 대형폭발사건은 자신에 대한 암살기도였다고 인정했으며, 암살과 쿠데타를 우려하며 불안한 나날을 보내는 것으로 위키리크스가 공개한 외교전문을 통해 드러났다. 캐슬린 스티븐스 대사는 지난 2009년 2월 26일 '현대그룹, 인내와 관용제안'이라는 제하의 비밀전문에서 2월 13일 현정은 현대아산 회장과 조건식 현대아산 사장, 하종선 현대그룹 전략기획본부사장 등과 점심을 함께 하며 나눈 이야기를 17개 항목에 걸쳐 상세하게 보고했다. 이 항목 가운데 '김정일과 인민군'이라는 항목에서 현정은 현대아산 회장은 "지난 2004년 김 위원장을 암살하려 한 열차폭발사건이후 인민군은 김 위원장이 가장 신뢰하는 집단이 됐다"고 보고했다. 또, "김 위원장은 열차 통과 30분 전 발생한 이 사건에 대해 휴대폰을 통해 자신이 탑승한 열차의 통과시간이 전해짐으로써 거의 근접한 시간에 폭발시킬 수 있었다고 믿고 있다"고 말했다. 현 회장은 "김 위원장은 이사건이 자신에 대한 암살실패사건으로 믿고 있으며 이 사건으로 인해 북한의 휴대폰 도입이 특이할만큼 늦게 진행되는 것 같다"고 밝혔다. 현 회장은 또 "김 위원장이 암살과 쿠데타를 가장 두려워하고 있다"고 전했다.

## 성격

### 취미
김정일은 청소년기부터 문학과 시, 영화, 역사학 등에 관심이 많았다. 그는 아버지처럼 시와 노래를 짓는 것도 좋아했지만, 영화를 좋아해서 영화에 많은 관심을 가지기도 했다. "민족과 운명", "조선의 별" 등 영화를 만들기도 했으며, 신상옥 감독을 통해서 "불가사리"를 제작했다. 그는 직접 시나리오를 쓰고, 영화 연출을 하기도 했으며, 시와 단편소설을 쓰기도 했다.
김정일은 몇 개의 곡도 작곡하였다. 1952년 8월에는 가요 <조국의 품> 을 작사, 작곡하였다.
그는 《주체사상에 대하여》, 《건축예술론》, 《문화예술론》, 《미술론》, 《김정일저작선집》을 비롯한 200여 편이 넘는 저작들을 집필하였다. 역사학에도 관심이 있던 그는 단군릉을 수시로 살펴보고, 단군릉의 정비를 지시하기도 했다. 기타 신앙적인 측면에서는 특별히 신앙을 가졌다는 기록은 발견되지 않고 있다.

### 식생활
김정일은 음식과 요리에 관심과 조예가 깊었고, 이로 인해 지도자들 사이에서는 미식가로 여겨졌다. 특히 김정일은 초밥을 좋아해서 일본인 요리사 후지모토 겐지를 자신의 전속 요리사로 채용하였다. 90년대 후반 집권 이후 고난의 행군이 찾아와 경제난이 왔을 때도, 김정일은 후지모토 겐지를 통해 온갖 산해진미를 즐기며 호화로운 생활을 이어갔다. 김정일은 후지모토 겐지가 직접 만들어주는 초밥에서 설탕이 10g만 적게 들어가도 바로 맛이 다르다는 걸 알아챌 정도로 음식 맛에 예민한 성격이었다. 그 외에도 비둘기 간장찜, 스테이크, 삼계탕, 야자상어 날개탕, 죽생상어날개탕 등의 음식을 즐겼다.
후지모토 겐지는 2001년 일본으로 귀국하였으며, 2003년 저서 《김정일의 요리사》를 통해 김씨 일가의 식생활에 대한 정보를 세상에 공개했다. 2012년 김정은 집권 이후 김정은의 사면으로 다시 평양을 찾은 후지모토 겐지는 김정은과 회담을 갖고 이 후 평양에 정착해 일식집을 운영하고 있다.

### 여성 편력
영화배우 출신 성혜림은 전 김일성종합대학 연구사 리평의 아내였으나 그와 이혼시켜 사실혼관계를 유지했다. 그러나 성혜림은 정식 배우자로 인정받지 못하였다. 김정일은 성혜림과의 슬하에 장남 김정남을 두었다.
1966년 혹은 1968년 아버지 김일성이 소개해준 조선로동당 간부의 딸인 김영숙과 정식 결혼하기도 하였다. 그러나 김영숙과의 관계는 소원하여 딸 김설송과 김춘송만 있을 뿐 별다른 관계는 없다.
재일교포 무용수 출신 고용희와의 사이에서는 김정철, 김정은 형제와 딸 김여정이 있다. 한때 고용희와 김정남 간의 갈등설이 돌았으나 확인된 것은 없다. 한 때 비서 출신인 첩 김옥이 그를 수행하며 퍼스트레이디 역할을 대행했으며, 둘 사이에 자녀가 있다는 설이 있으나 역시 확인된 것은 없다.
국제 사회에 김정일의 가족관계로써 알려진 것은 성혜림(1남, 김정남), 김영숙(2녀, 김설송, 김춘송), 고용희(2남 1녀, 김정철, 김정은, 김여정) 등이다. 대한민국의 일각에서는 그가 변태성욕자이며 수시로 여러 여성들과 비정상적인 향락을 즐기는데 5명의 부인을 제외한 다른 여인들과도 관계를 가졌다는 소문이 존재한다. 관련 내용은, 손희림은 김정일에게 강간을 당했고, 김정일과의 사이에서 두 딸을 두었는데, 김정일에게 버림받은 충격으로 건강이 약화되었으며, 가수 윤혜영과 관계를 졌는데 윤혜영은 다른 남자를 좋아하였기에 김정일이 분개해 윤혜영을 총살하였다는 추측성 소문이다. 2004년에는 그의 통치방식과 사생활, 여성 편력 등을 소재로 한 방송이 방영되기도 했다.
그 밖에 대한민국 언론사들은 그의 여인들 간의 권력암투에 관한 보도를 하였으나, 명확한 사실 관계는 존재하지 않는다. 2010년 8월 공식 후계자로 선언한 김정은은 고용희의 아들로 알려졌으나, 일설에는 고용희가 아닌 김옥의 아들이라는 의혹 도 제기되어 있다.
또한 미국 시사주간지 타임은 김정일이 여러 여성들을 ‘내연의 처(concubine)’로 삼은 것은 대표적인 권력남용이라고 보도했다. 타임은 “김 위원장의 축첩은 그가 저지른 수많은 잘못 가운데 가장 골치 아픈 문제”라며 “심지어 남한에 특공대를 보내 유명 영화배우 등 여러 여성을 납치하기도 했다”고 전했다. 잡지는 또 “이 ‘친애하는 지도자’는 혼인을 거듭하며 자녀 5명을 뒀다고 알려졌지만 실제론 9명의 사생아가 더 있다”고 보도했다.

## 기타

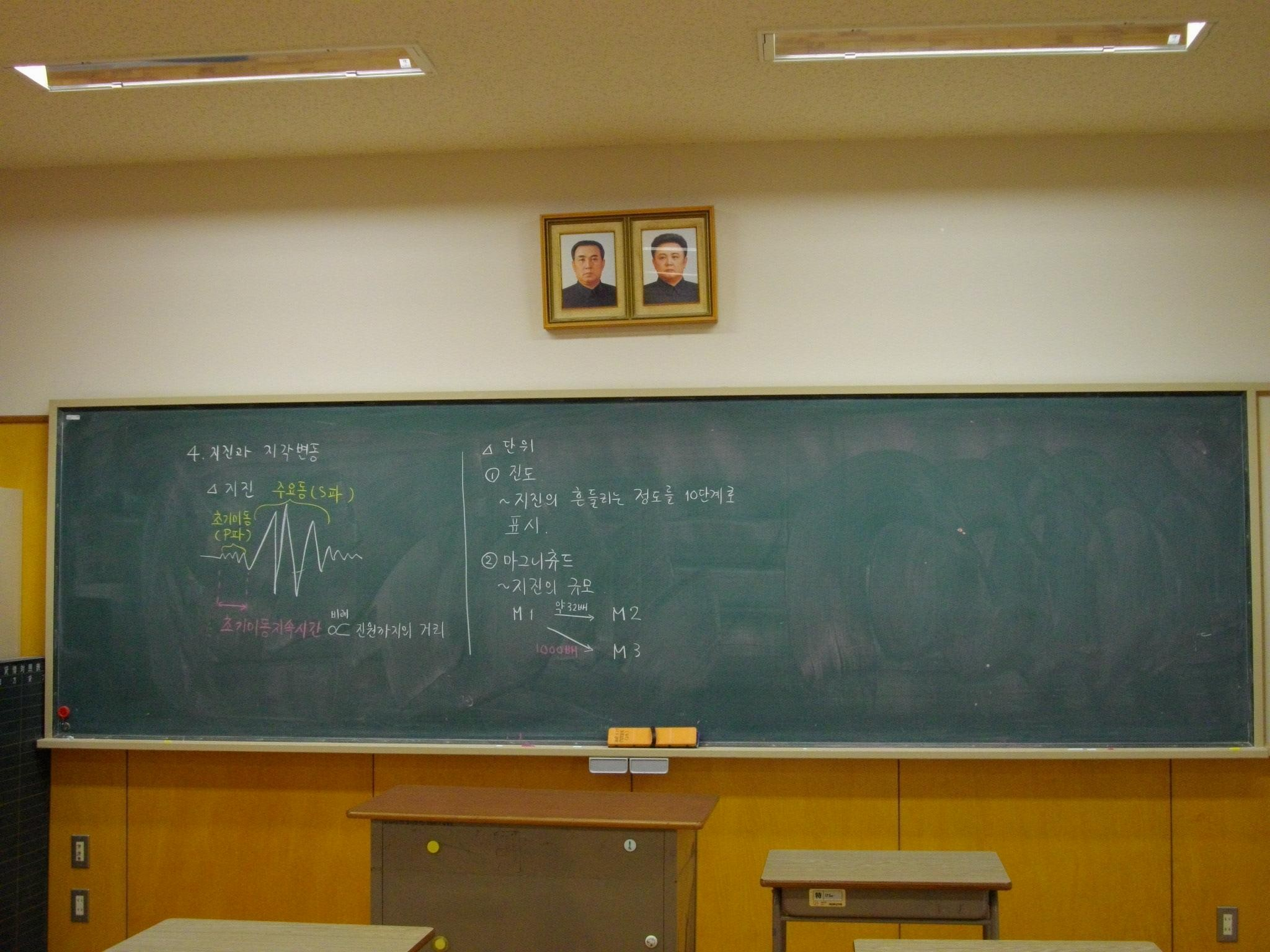
일본의 조선학교 교실의 김일성과 김정일의 사진.

- 사실 일부 간부층에게는 김정일의 어눌하고 빠른 말투가 이미 알려져 있었다. 간부들 사이에서는 김정일을 '떼떼'라고 부르는 경우도 있었다. 떼떼란 말을 더듬는다는 북한의 은어(隱語)다.[83]

- 2000년 남북 정상 회담 시 누가 나올까 하는 많은 대한민국 국민들의 추측 속에서 대한민국의 김대중 전 대통령을 영접하기 위해 자신이 직접 공항까지 마중을 나왔고 김대중과 반갑게 악수했다.
- 2002년에는 박근혜의 예방을 직접 받기도 하였고[84] 2007년 남북 정상 회담에는 육로로 방북하는 대한민국의 노무현 전 대통령 역시 자신이 직접 영접하였다. 그러나 그는 하루 더 묵고 가라는 제안을 당시에 하였으나 노무현은 거절하였다.

- 그의 이름을 딴 꽃으로 김정일화(Kimjongilia)가 있다. 그의 아버지인 김일성의 이름을 딴 김일성화도 있다. 1988년 2월 김정일의 46회 생일에 처음 소개되었다. 라틴아메리카가 원산지이며, 일본인 가모 모토데루(加茂元照)가 20년 동안의 품종을 개량한 것이며 김정일에게 처음 선물하였다고 한다.[85]

- 최근 구글의 슈미트 회장이 그의 시신에 참배하여 화제가 된 바 있다.[86] 당시 그의 딸인 소피 슈미츠는 김정일이 가장 좋아했던 컴퓨터가 맥북 프로 15인치라고 전언하였다.[87]

- 엄청난 미식가이며 미각의 달인이다. 그래서 후지모토 겐지라는 전속 요리사를 초빙해서 고용했으며 하루는 후지모토 겐지가 실수로 설탕을 10g 정도 덜 넣었는데 이걸 김정일만 유일하게 간파했다고 한다. 그의 음식은 언제나 최고 수준이었으며 그 음식은 전부 후지모토 겐지의 작품이다.

- 2004년 4월 22일 발생한 룡천 열차 폭발 사고는 김정일의 전용열차가 룡천역을 통과하고 15분 뒤에 발생했다. 이 때문에 김정일은 이를 자신에 대한 암살시도로 여겼으며, 이 때문에 북한 내 이동통신 서비스 중단을 지시하였다. 이유는 현장에서 테이프가 부착된 휴대폰이 발견되면서, 김정일이 이를 핸드폰을 원격기폭장치로 이용하여 자신을 암살하려 했다고 여겼기 때문이다.

- 뒷공작의 달인이라는 얘기가 있다. 남일 장군이 교통사고로 사망한 것이 사실 김정일의 뒷공작에 의한 얘기가 돌고 있으며 바로 아래 동생 김만일이 어렸을 적 김일성 관저의 연못에 빠져 익사했는데 이게 사실 형인 김정일이 등 뒤에서 김만일을 밀었다는 얘기가 돌고 있다.

### 학력
- 1966년 김일성종합대학교 정치경제학과 학사

### 명예 박사 학위
- 페루 우와치오 국립대학교 명예 정치학 박사
- 페루 까하마르까 국립대학교 명예 정치학 박사

### 훈·표창장과 수상
- 1978년, 1982년, 1992년 김일성훈장 3회 수상
- 1973년 2월 김일성상 수상
- 2003년 12월 멕시코 푸에블라 주 이수카르 데 마탐로스 시 명예시민

## 노작

### 저서와 작품
- 작품 〈피바다〉·〈꽃 파는 처녀〉·〈한 자위단원의 운명〉
- 저서 〈영화예술론〉(1973), 《김정일선집》(전14권), 《주체혁명위업의 완성을 위하여》(전10권)

### 논설
- 《남조선인민들의 반미자주화투쟁은 높은 단계의 애국투쟁이다》(1984)

### 문학
- 노래 불후의 고전적명작〈어디에 계십니까 그리운 장군님〉,〈조국의 품〉,〈진달래〉
- 시 〈우리 교실〉,〈조선아 너를 빛내리〉, 〈대동강의 해맞이〉

## 대중문화에 나타난 김정일

### 가상 출연작
- 사우스 파크
- 팀 아메리카: 세계 경찰
- 심슨가족 - 시즌17 에피소드16

### 김정일을 연기한 배우
- 1980년 - 민욱, KBS 드라마 《붉은 왕조》
- 1983년~1985년 - 김병기, KBS 드라마 《지금 평양에선》
- 1986 - 이희도, MBC 드라마 《북으로 간 여배우》
- 1995 - 이희도, SBS 드라마 《해빙》
- 1995년 - 김윤형, MBC 드라마 《제4공화국》
- 2006년 - 백일섭, 영화 《한반도》
- 2018년 - 기주봉, 영화 《공작》

## 가계
|                           |                           |                           |                           |                           |                           |                           |                           |                           |                           |                           |                           | 김형직 金亨稷 1894 - 1926 | 김형직 金亨稷 1894 - 1926 | 김형직 金亨稷 1894 - 1926 | 김형직 金亨稷 1894 - 1926 | 김형직 金亨稷 1894 - 1926 | 김형직 金亨稷 1894 - 1926 |                           |                           |                           |                           |                           |                           | 강반석 康盤石 1892 - 1932 | 강반석 康盤石 1892 - 1932 | 강반석 康盤石 1892 - 1932 | 강반석 康盤石 1892 - 1932 | 강반석 康盤石 1892 - 1932 | 강반석 康盤石 1892 - 1932 |  |  |                      |                      |                      |                      |                      |                      |                      |                      |                           |                           |                           |                           |                           |                           |                      |                      |                      |                      |                      |                      |                      |                      |                           |                           |                           |                           |                           |                           |  |  |                           |                           |                           |                           |                           |                           |  |  |                           |                           |                           |                           |                           |                           |
|                           |                           |                           |                           |                           |                           |                           |                           |                           |                           |                           |                           | 김형직 金亨稷 1894 - 1926 | 김형직 金亨稷 1894 - 1926 | 김형직 金亨稷 1894 - 1926 | 김형직 金亨稷 1894 - 1926 | 김형직 金亨稷 1894 - 1926 | 김형직 金亨稷 1894 - 1926 |                           |                           |                           |                           |                           |                           | 강반석 康盤石 1892 - 1932 | 강반석 康盤石 1892 - 1932 | 강반석 康盤石 1892 - 1932 | 강반석 康盤石 1892 - 1932 | 강반석 康盤石 1892 - 1932 | 강반석 康盤石 1892 - 1932 |  |  |                      |                      |                      |                      |                      |                      |                      |                      |                           |                           |                           |                           |                           |                           |                      |                      |                      |                      |                      |                      |                      |                      |                           |                           |                           |                           |                           |                           |  |  |                           |                           |                           |                           |                           |                           |  |  |                           |                           |                           |                           |                           |                           |
|                           |                           |                           |                           |                           |                           |                           |                           |                           |                           |                           |                           |                           |                           |                           |                           |                           |                           |                           |                           |                           |                           |                           |                           |                           |                           |                           |                           |                           |                           |  |  |                      |                      |                      |                      |                      |                      |                      |                      |                           |                           |                           |                           |                           |                           |                      |                      |                      |                      |                      |                      |                      |                      |                           |                           |                           |                           |                           |                           |  |  |                           |                           |                           |                           |                           |                           |  |  |                           |                           |                           |                           |                           |                           |
|                           |                           |                           |                           |                           |                           |                           |                           |                           |                           |                           |                           |                           |                           |                           |                           |                           |                           |                           |                           |                           |                           |                           |                           |                           |                           |                           |                           |                           |                           |  |  |                      |                      |                      |                      |                      |                      |                      |                      |                           |                           |                           |                           |                           |                           |                      |                      |                      |                      |                      |                      |                      |                      |                           |                           |                           |                           |                           |                           |  |  |                           |                           |                           |                           |                           |                           |  |  |                           |                           |                           |                           |                           |                           |
|                           |                           |                           |                           |                           |                           | 김정숙 金正淑 1917 - 1949 | 김정숙 金正淑 1917 - 1949 | 김정숙 金正淑 1917 - 1949 | 김정숙 金正淑 1917 - 1949 | 김정숙 金正淑 1917 - 1949 | 김정숙 金正淑 1917 - 1949 |                           |                           |                           |                           |                           |                           | 김일성 金日成 1912 - 1994 | 김일성 金日成 1912 - 1994 | 김일성 金日成 1912 - 1994 | 김일성 金日成 1912 - 1994 | 김일성 金日成 1912 - 1994 | 김일성 金日成 1912 - 1994 |                           |                           |                           |                           |                           |                           |  |  |                      |                      |                      |                      |                      |                      |                      |                      |                           |                           |                           |                           |                           |                           |                      |                      |                      |                      |                      |                      |                      |                      | 김성애 金聖愛 1924 - 2014 | 김성애 金聖愛 1924 - 2014 | 김성애 金聖愛 1924 - 2014 | 김성애 金聖愛 1924 - 2014 | 김성애 金聖愛 1924 - 2014 | 김성애 金聖愛 1924 - 2014 |  |  | 김철주 金哲柱 1916 - 1935 | 김철주 金哲柱 1916 - 1935 | 김철주 金哲柱 1916 - 1935 | 김철주 金哲柱 1916 - 1935 | 김철주 金哲柱 1916 - 1935 | 김철주 金哲柱 1916 - 1935 |  |  | 김영주 金英柱 1920 - 2021 | 김영주 金英柱 1920 - 2021 | 김영주 金英柱 1920 - 2021 | 김영주 金英柱 1920 - 2021 | 김영주 金英柱 1920 - 2021 | 김영주 金英柱 1920 - 2021 |
|                           |                           |                           |                           |                           |                           | 김정숙 金正淑 1917 - 1949 | 김정숙 金正淑 1917 - 1949 | 김정숙 金正淑 1917 - 1949 | 김정숙 金正淑 1917 - 1949 | 김정숙 金正淑 1917 - 1949 | 김정숙 金正淑 1917 - 1949 |                           |                           |                           |                           |                           |                           | 김일성 金日成 1912 - 1994 | 김일성 金日成 1912 - 1994 | 김일성 金日成 1912 - 1994 | 김일성 金日成 1912 - 1994 | 김일성 金日成 1912 - 1994 | 김일성 金日成 1912 - 1994 |                           |                           |                           |                           |                           |                           |  |  |                      |                      |                      |                      |                      |                      |                      |                      |                           |                           |                           |                           |                           |                           |                      |                      |                      |                      |                      |                      |                      |                      | 김성애 金聖愛 1924 - 2014 | 김성애 金聖愛 1924 - 2014 | 김성애 金聖愛 1924 - 2014 | 김성애 金聖愛 1924 - 2014 | 김성애 金聖愛 1924 - 2014 | 김성애 金聖愛 1924 - 2014 |  |  | 김철주 金哲柱 1916 - 1935 | 김철주 金哲柱 1916 - 1935 | 김철주 金哲柱 1916 - 1935 | 김철주 金哲柱 1916 - 1935 | 김철주 金哲柱 1916 - 1935 | 김철주 金哲柱 1916 - 1935 |  |  | 김영주 金英柱 1920 - 2021 | 김영주 金英柱 1920 - 2021 | 김영주 金英柱 1920 - 2021 | 김영주 金英柱 1920 - 2021 | 김영주 金英柱 1920 - 2021 | 김영주 金英柱 1920 - 2021 |
|                           |                           |                           |                           |                           |                           |                           |                           |                           |                           |                           |                           |                           |                           |                           |                           |                           |                           |                           |                           |                           |                           |                           |                           |                           |                           |                           |                           |                           |                           |  |  |                      |                      |                      |                      |                      |                      |                      |                      |                           |                           |                           |                           |                           |                           |                      |                      |                      |                      |                      |                      |                      |                      |                           |                           |                           |                           |                           |                           |  |  |                           |                           |                           |                           |                           |                           |  |  |                           |                           |                           |                           |                           |                           |
|                           |                           |                           |                           |                           |                           |                           |                           |                           |                           |                           |                           |                           |                           |                           |                           |                           |                           |                           |                           |                           |                           |                           |                           |                           |                           |                           |                           |                           |                           |  |  |                      |                      |                      |                      |                      |                      |                      |                      |                           |                           |                           |                           |                           |                           |                      |                      |                      |                      |                      |                      |                      |                      |                           |                           |                           |                           |                           |                           |  |  |                           |                           |                           |                           |                           |                           |  |  |                           |                           |                           |                           |                           |                           |
| 성혜림 成蕙琳 1937 - 2002 | 성혜림 成蕙琳 1937 - 2002 | 성혜림 成蕙琳 1937 - 2002 | 성혜림 成蕙琳 1937 - 2002 | 성혜림 成蕙琳 1937 - 2002 | 성혜림 成蕙琳 1937 - 2002 |                           |                           |                           |                           |                           |                           | 김정일 金正日 1941 - 2011 | 김정일 金正日 1941 - 2011 | 김정일 金正日 1941 - 2011 | 김정일 金正日 1941 - 2011 | 김정일 金正日 1941 - 2011 | 김정일 金正日 1941 - 2011 |                           |                           |                           |                           |                           |                           | 고용희 高容姬 1952 - 2004 | 고용희 高容姬 1952 - 2004 | 고용희 高容姬 1952 - 2004 | 고용희 高容姬 1952 - 2004 | 고용희 高容姬 1952 - 2004 | 고용희 高容姬 1952 - 2004 |  |  | 김경희 金敬姬 1946 - | 김경희 金敬姬 1946 - | 김경희 金敬姬 1946 - | 김경희 金敬姬 1946 - | 김경희 金敬姬 1946 - | 김경희 金敬姬 1946 - |                      |                      | 장성택 張成澤 1946 - 2013 | 장성택 張成澤 1946 - 2013 | 장성택 張成澤 1946 - 2013 | 장성택 張成澤 1946 - 2013 | 장성택 張成澤 1946 - 2013 | 장성택 張成澤 1946 - 2013 |                      |                      | 김평일 金平日 1954 - | 김평일 金平日 1954 - | 김평일 金平日 1954 - | 김평일 金平日 1954 - | 김평일 金平日 1954 - | 김평일 金平日 1954 - |                           |                           |                           |                           |                           |                           |  |  |                           |                           |                           |                           |                           |                           |  |  |                           |                           |                           |                           |                           |                           |
| 성혜림 成蕙琳 1937 - 2002 | 성혜림 成蕙琳 1937 - 2002 | 성혜림 成蕙琳 1937 - 2002 | 성혜림 成蕙琳 1937 - 2002 | 성혜림 成蕙琳 1937 - 2002 | 성혜림 成蕙琳 1937 - 2002 |                           |                           |                           |                           |                           |                           | 김정일 金正日 1941 - 2011 | 김정일 金正日 1941 - 2011 | 김정일 金正日 1941 - 2011 | 김정일 金正日 1941 - 2011 | 김정일 金正日 1941 - 2011 | 김정일 金正日 1941 - 2011 |                           |                           |                           |                           |                           |                           | 고용희 高容姬 1952 - 2004 | 고용희 高容姬 1952 - 2004 | 고용희 高容姬 1952 - 2004 | 고용희 高容姬 1952 - 2004 | 고용희 高容姬 1952 - 2004 | 고용희 高容姬 1952 - 2004 |  |  | 김경희 金敬姬 1946 - | 김경희 金敬姬 1946 - | 김경희 金敬姬 1946 - | 김경희 金敬姬 1946 - | 김경희 金敬姬 1946 - | 김경희 金敬姬 1946 - |                      |                      | 장성택 張成澤 1946 - 2013 | 장성택 張成澤 1946 - 2013 | 장성택 張成澤 1946 - 2013 | 장성택 張成澤 1946 - 2013 | 장성택 張成澤 1946 - 2013 | 장성택 張成澤 1946 - 2013 |                      |                      | 김평일 金平日 1954 - | 김평일 金平日 1954 - | 김평일 金平日 1954 - | 김평일 金平日 1954 - | 김평일 金平日 1954 - | 김평일 金平日 1954 - |                           |                           |                           |                           |                           |                           |  |  |                           |                           |                           |                           |                           |                           |  |  |                           |                           |                           |                           |                           |                           |
|                           |                           |                           |                           |                           |                           |                           |                           |                           |                           |                           |                           |                           |                           |                           |                           |                           |                           |                           |                           |                           |                           |                           |                           |                           |                           |                           |                           |                           |                           |  |  |                      |                      |                      |                      |                      |                      |                      |                      |                           |                           |                           |                           |                           |                           |                      |                      |                      |                      |                      |                      |                      |                      |                           |                           |                           |                           |                           |                           |  |  |                           |                           |                           |                           |                           |                           |  |  |                           |                           |                           |                           |                           |                           |
|                           |                           |                           |                           |                           |                           |                           |                           |                           |                           |                           |                           |                           |                           |                           |                           |                           |                           |                           |                           |                           |                           |                           |                           |                           |                           |                           |                           |                           |                           |  |  |                      |                      |                      |                      |                      |                      |                      |                      |                           |                           |                           |                           |                           |                           |                      |                      |                      |                      |                      |                      |                      |                      |                           |                           |                           |                           |                           |                           |  |  |                           |                           |                           |                           |                           |                           |  |  |                           |                           |                           |                           |                           |                           |
|                           |                           |                           |                           |                           |                           | 김정남 金正男 1971 - 2017 | 김정남 金正男 1971 - 2017 | 김정남 金正男 1971 - 2017 | 김정남 金正男 1971 - 2017 | 김정남 金正男 1971 - 2017 | 김정남 金正男 1971 - 2017 |                           |                           | 김정철 金正哲 1981 -      | 김정철 金正哲 1981 -      | 김정철 金正哲 1981 -      | 김정철 金正哲 1981 -      | 김정철 金正哲 1981 -      | 김정철 金正哲 1981 -      |                           |                           | 김정은 金正恩 1984 -      | 김정은 金正恩 1984 -      | 김정은 金正恩 1984 -      | 김정은 金正恩 1984 -      | 김정은 金正恩 1984 -      | 김정은 金正恩 1984 -      |                           |                           |  |  |                      |                      | 리설주 李雪主 1989 - | 리설주 李雪主 1989 - | 리설주 李雪主 1989 - | 리설주 李雪主 1989 - | 리설주 李雪主 1989 - | 리설주 李雪主 1989 - |                           |                           | 김여정 金與正 1988 -      | 김여정 金與正 1988 -      | 김여정 金與正 1988 -      | 김여정 金與正 1988 -      | 김여정 金與正 1988 - | 김여정 金與正 1988 - |                      |                      |                      |                      |                      |                      |                           |                           |                           |                           |                           |                           |  |  |                           |                           |                           |                           |                           |                           |  |  |                           |                           |                           |                           |                           |                           |
|                           |                           |                           |                           |                           |                           | 김정남 金正男 1971 - 2017 | 김정남 金正男 1971 - 2017 | 김정남 金正男 1971 - 2017 | 김정남 金正男 1971 - 2017 | 김정남 金正男 1971 - 2017 | 김정남 金正男 1971 - 2017 |                           |                           | 김정철 金正哲 1981 -      | 김정철 金正哲 1981 -      | 김정철 金正哲 1981 -      | 김정철 金正哲 1981 -      | 김정철 金正哲 1981 -      | 김정철 金正哲 1981 -      |                           |                           | 김정은 金正恩 1984 -      | 김정은 金正恩 1984 -      | 김정은 金正恩 1984 -      | 김정은 金正恩 1984 -      | 김정은 金正恩 1984 -      | 김정은 金正恩 1984 -      |                           |                           |  |  |                      |                      | 리설주 李雪主 1989 - | 리설주 李雪主 1989 - | 리설주 李雪主 1989 - | 리설주 李雪主 1989 - | 리설주 李雪主 1989 - | 리설주 李雪主 1989 - |                           |                           | 김여정 金與正 1988 -      | 김여정 金與正 1988 -      | 김여정 金與正 1988 -      | 김여정 金與正 1988 -      | 김여정 金與正 1988 - | 김여정 金與正 1988 - |                      |                      |                      |                      |                      |                      |                           |                           |                           |                           |                           |                           |  |  |                           |                           |                           |                           |                           |                           |  |  |                           |                           |                           |                           |                           |                           |
|                           |                           |                           |                           |                           |                           |                           |                           |                           |                           |                           |                           |                           |                           |                           |                           |                           |                           |                           |                           |                           |                           |                           |                           |                           |                           |                           |                           |                           |                           |  |  |                      |                      |                      |                      |                      |                      |                      |                      |                           |                           |                           |                           |                           |                           |                      |                      |                      |                      |                      |                      |                      |                      |                           |                           |                           |                           |                           |                           |  |  |                           |                           |                           |                           |                           |                           |  |  |                           |                           |                           |                           |                           |                           |
|                           |                           |                           |                           |                           |                           |                           |                           |                           |                           |                           |                           |                           |                           |                           |                           |                           |                           |                           |                           |                           |                           |                           |                           |                           |                           |                           |                           |                           |                           |  |  |                      |                      |                      |                      |                      |                      |                      |                      |                           |                           |                           |                           |                           |                           |                      |                      |                      |                      |                      |                      |                      |                      |                           |                           |                           |                           |                           |                           |  |  |                           |                           |                           |                           |                           |                           |  |  |                           |                           |                           |                           |                           |                           |
|                           |                           |                           |                           |                           |                           | 김한솔 金漢率 1995 -      | 김한솔 金漢率 1995 -      | 김한솔 金漢率 1995 -      | 김한솔 金漢率 1995 -      | 김한솔 金漢率 1995 -      | 김한솔 金漢率 1995 -      |                           |                           |                           |                           |                           |                           |                           |                           |                           |                           |                           |                           | 김정주 ? 2010 -           | 김정주 ? 2010 -           | 김정주 ? 2010 -           | 김정주 ? 2010 -           | 김정주 ? 2010 -           | 김정주 ? 2010 -           |  |  | 김주애 金主愛 2013 - | 김주애 金主愛 2013 - | 김주애 金主愛 2013 - | 김주애 金主愛 2013 - | 김주애 金主愛 2013 - | 김주애 金主愛 2013 - |                      |                      |                           |                           |                           |                           |                           |                           |                      |                      |                      |                      |                      |                      |                      |                      |                           |                           |                           |                           |                           |                           |  |  |                           |                           |                           |                           |                           |                           |  |  |                           |                           |                           |                           |                           |                           |

|                     |                     |                     |                     |                     |                     |                     |                     |                         |                         |                         |                         |                         |                         |                         |                         | 김일성 金日成 1912~1994 | 김일성 金日成 1912~1994 | 김일성 金日成 1912~1994 | 김일성 金日成 1912~1994 | 김일성 金日成 1912~1994 | 김일성 金日成 1912~1994 |                     |                     |                     |                     |  |  |                         |                         |                         |                         |                         |                         |  |  |                     |                     |                     |                     | 김정숙 金正淑 1917~1949 | 김정숙 金正淑 1917~1949 | 김정숙 金正淑 1917~1949 | 김정숙 金正淑 1917~1949 | 김정숙 金正淑 1917~1949 | 김정숙 金正淑 1917~1949 |                     |                     |                     |                     |                 |                 |                     |                     |                     |                     |                     |                     |
|                     |                     |                     |                     |                     |                     |                     |                     |                         |                         |                         |                         |                         |                         |                         |                         | 김일성 金日成 1912~1994 | 김일성 金日成 1912~1994 | 김일성 金日成 1912~1994 | 김일성 金日成 1912~1994 | 김일성 金日成 1912~1994 | 김일성 金日成 1912~1994 |                     |                     |                     |                     |  |  |                         |                         |                         |                         |                         |                         |  |  |                     |                     |                     |                     | 김정숙 金正淑 1917~1949 | 김정숙 金正淑 1917~1949 | 김정숙 金正淑 1917~1949 | 김정숙 金正淑 1917~1949 | 김정숙 金正淑 1917~1949 | 김정숙 金正淑 1917~1949 |                     |                     |                     |                     |                 |                 |                     |                     |                     |                     |                     |                     |
|                     |                     |                     |                     |                     |                     |                     |                     |                         |                         |                         |                         |                         |                         |                         |                         |                         |                         |                         |                         |                         |                         |                     |                     |                     |                     |  |  |                         |                         |                         |                         |                         |                         |  |  |                     |                     |                     |                     |                         |                         |                         |                         |                         |                         |                     |                     |                     |                     |                 |                 |                     |                     |                     |                     |                     |                     |
|                     |                     |                     |                     |                     |                     |                     |                     |                         |                         |                         |                         |                         |                         |                         |                         |                         |                         |                         |                         |                         |                         |                     |                     |                     |                     |  |  |                         |                         |                         |                         |                         |                         |  |  |                     |                     |                     |                     |                         |                         |                         |                         |                         |                         |                     |                     |                     |                     |                 |                 |                     |                     |                     |                     |                     |                     |
| 홍일천 洪一茜 1942~ | 홍일천 洪一茜 1942~ | 홍일천 洪一茜 1942~ | 홍일천 洪一茜 1942~ | 홍일천 洪一茜 1942~ | 홍일천 洪一茜 1942~ |                     |                     | 성혜림 成蕙琳 1937~2002 | 성혜림 成蕙琳 1937~2002 | 성혜림 成蕙琳 1937~2002 | 성혜림 成蕙琳 1937~2002 | 성혜림 成蕙琳 1937~2002 | 성혜림 成蕙琳 1937~2002 |                         |                         | 김영숙 金英淑 1947~     | 김영숙 金英淑 1947~     | 김영숙 金英淑 1947~     | 김영숙 金英淑 1947~     | 김영숙 金英淑 1947~     | 김영숙 金英淑 1947~     |                     |                     |                     |                     |  |  | 김정일 金正日 1941~2011 | 김정일 金正日 1941~2011 | 김정일 金正日 1941~2011 | 김정일 金正日 1941~2011 | 김정일 金正日 1941~2011 | 김정일 金正日 1941~2011 |  |  |                     |                     |                     |                     | 고용희 高容姬 1952~2004 | 고용희 高容姬 1952~2004 | 고용희 高容姬 1952~2004 | 고용희 高容姬 1952~2004 | 고용희 高容姬 1952~2004 | 고용희 高容姬 1952~2004 |                     |                     | 김옥 金玉 1964~     | 김옥 金玉 1964~     | 김옥 金玉 1964~ | 김옥 金玉 1964~ | 김옥 金玉 1964~     | 김옥 金玉 1964~     |                     |                     |                     |                     |
| 홍일천 洪一茜 1942~ | 홍일천 洪一茜 1942~ | 홍일천 洪一茜 1942~ | 홍일천 洪一茜 1942~ | 홍일천 洪一茜 1942~ | 홍일천 洪一茜 1942~ |                     |                     | 성혜림 成蕙琳 1937~2002 | 성혜림 成蕙琳 1937~2002 | 성혜림 成蕙琳 1937~2002 | 성혜림 成蕙琳 1937~2002 | 성혜림 成蕙琳 1937~2002 | 성혜림 成蕙琳 1937~2002 |                         |                         | 김영숙 金英淑 1947~     | 김영숙 金英淑 1947~     | 김영숙 金英淑 1947~     | 김영숙 金英淑 1947~     | 김영숙 金英淑 1947~     | 김영숙 金英淑 1947~     |                     |                     |                     |                     |  |  | 김정일 金正日 1941~2011 | 김정일 金正日 1941~2011 | 김정일 金正日 1941~2011 | 김정일 金正日 1941~2011 | 김정일 金正日 1941~2011 | 김정일 金正日 1941~2011 |  |  |                     |                     |                     |                     | 고용희 高容姬 1952~2004 | 고용희 高容姬 1952~2004 | 고용희 高容姬 1952~2004 | 고용희 高容姬 1952~2004 | 고용희 高容姬 1952~2004 | 고용희 高容姬 1952~2004 |                     |                     | 김옥 金玉 1964~     | 김옥 金玉 1964~     | 김옥 金玉 1964~ | 김옥 金玉 1964~ | 김옥 金玉 1964~     | 김옥 金玉 1964~     |                     |                     |                     |                     |
|                     |                     |                     |                     |                     |                     |                     |                     |                         |                         |                         |                         |                         |                         |                         |                         |                         |                         |                         |                         |                         |                         |                     |                     |                     |                     |  |  |                         |                         |                         |                         |                         |                         |  |  |                     |                     |                     |                     |                         |                         |                         |                         |                         |                         |                     |                     |                     |                     |                 |                 |                     |                     |                     |                     |                     |                     |
|                     |                     |                     |                     |                     |                     |                     |                     |                         |                         |                         |                         |                         |                         |                         |                         |                         |                         |                         |                         |                         |                         |                     |                     |                     |                     |  |  |                         |                         |                         |                         |                         |                         |  |  |                     |                     |                     |                     |                         |                         |                         |                         |                         |                         |                     |                     |                     |                     |                 |                 |                     |                     |                     |                     |                     |                     |
|                     |                     |                     |                     | 김혜경 金惠敬 1968~ | 김혜경 金惠敬 1968~ | 김혜경 金惠敬 1968~ | 김혜경 金惠敬 1968~ | 김혜경 金惠敬 1968~     | 김혜경 金惠敬 1968~     |                         |                         | 김정남 金正男 1971~2017 | 김정남 金正男 1971~2017 | 김정남 金正男 1971~2017 | 김정남 金正男 1971~2017 | 김정남 金正男 1971~2017 | 김정남 金正男 1971~2017 |                         |                         | 김설송 金雪松 1974~     | 김설송 金雪松 1974~     | 김설송 金雪松 1974~ | 김설송 金雪松 1974~ | 김설송 金雪松 1974~ | 김설송 金雪松 1974~ |  |  | 김춘송 金春松 1975~     | 김춘송 金春松 1975~     | 김춘송 金春松 1975~     | 김춘송 金春松 1975~     | 김춘송 金春松 1975~     | 김춘송 金春松 1975~     |  |  | 김정철 金正哲 1981~ | 김정철 金正哲 1981~ | 김정철 金正哲 1981~ | 김정철 金正哲 1981~ | 김정철 金正哲 1981~     | 김정철 金正哲 1981~     |                         |                         | 김정은 金正恩 1984~     | 김정은 金正恩 1984~     | 김정은 金正恩 1984~ | 김정은 金正恩 1984~ | 김정은 金正恩 1984~ | 김정은 金正恩 1984~ |                 |                 | 김여정 金與正 1987~ | 김여정 金與正 1987~ | 김여정 金與正 1987~ | 김여정 金與正 1987~ | 김여정 金與正 1987~ | 김여정 金與正 1987~ |

## 같이 보기
| - 조선로동당 - 보천보전자악단 - 기쁨조 - 재일본조선인총연합회 - 영화 불가사리 - 김일성종합대학 - 왕재산경음악단 - 조선인민군 - 김정일화 - 김정일의 호칭 목록 | - 최고인민회의 - 김평일 - 김영주 - 김정숙 - 김현 - 후지모토 겐지 - 박정근 - 광폭정치(廣幅政治, 북한의 정치용어) |

- 김일성

## 관련 서적
- 김영수 외, 《김정일시대의 북한》 (김영수 외, 삼성경제연구소, 1997)
- 최진욱, 《김정일 정권과 한반도 장래》 (한국외국어대학교출판부, 2005)
- Michael Breen, Kim Jong-Il: North Korea's Dear Leader, John Wiley and Sons (January, 2004), hardcover, 228 pages, ISBN 0-470-82131-0
- Bradley Martin, Under The Loving Care Of The Fatherly Leader: North Korea And The Kim Dynasty, St. Martins (October, 2004), hardcover, 868 pages, ISBN 0-312-32221-6
- 유작촌, 『정통과 계승—위대한 인간, 새로운 문명을 위하여: 김정일비서의 사상이론적 평전》, (현대사, 1992)
- 김인숙, 《김정일, 사회주의 위업의 향도자》, (평양출판사, 1993)
- 중앙일보 특별취재반, 《한반도 절반의 상속인 김정일》, (중앙일보사, 1994)
- 탁진·김강일·박홍제, 《김정일지도자 제1부》, (평양출판사, 1994)
- 김남진 외, 《향도의 태양 김정일장군》, (평양출판사, 1995)
- 김인숙, 《민족의 운명과 김정일령도자》, (평양출판사, 1995)
- 평양출판사, 《위대한 령도자 김정일장군 략력》, (평양출판사, 1996)
- 김현식·손광주, 《다큐멘터리 김정일》, (천지미디어, 1997)
- 정창현, 《곁에서 본 김정일》, (토지, 1999)
- 서대숙, 《현대 북한의 지도자: 김일성과 김정일》, (을유문화사, 2000)
- 이종석, 《새로 쓴 현대북한의 이해》, (역사비평사, 2000)